# Catherine Yronwode
Catherine Yronwode, dite parfois Cat Yronwode (née le 12 mai 1947) est une écrivaine et occultiste américaine surtout connue pour son rôle d'éditrice principale d'Eclipse Comics, la troisième plus grande maison d'édition de comic book américaine dans les années 1980 et 1990.

## Biographie
Catherine Anna Manfredi naît le 12 mai 1947 à San Francisco. Son père Joseph Manfredi est un artiste-peintre d'origine sicilienne et sa mère Liselotte Erlanger une étudiante ashkénaze ayant fui l'Allemagne nazie. Après le divorce de ses parents, Yronwood grandit à Berkeley avec sa mère librairie dans un environnement favorable à la lecture, y compris de comic books,. Marquée par la sortie de Fantastic Four et The Amazing Spider-Man au début des années 1960, elle délaisse la bande dessinée à la fin des années 1960.
En 1965, Manfredi intègre Shimer College, dans l'Illinois, mais abandonne peu après les études pour mener pour mener une vie de hippie au travers des États-Unis. En 1967, elle rencontre Peter Paskin, avec qui elle se met en couple et adopte le pseudonyme « Yronwode » ; ils s'installent à Forestville (Californie) en 1969 puis peu après dans une commune anarchiste du comté de Mendocino. Ils ont deux filles, Cicely qui meurt peu après sa naissance en 1970 et Althaea, née en 1971. En 1972, tous trois s'installent dans le Missouri pour élever chèvres et moutons à Garden of Joy Blues, une commune située au sud du village de Birch Tree. Elle travaille alors ponctuellement comme rédactrice indépendante. Lorsque le couple se sépare, Yronwode et sa fille restent vivre dans le Missouri.

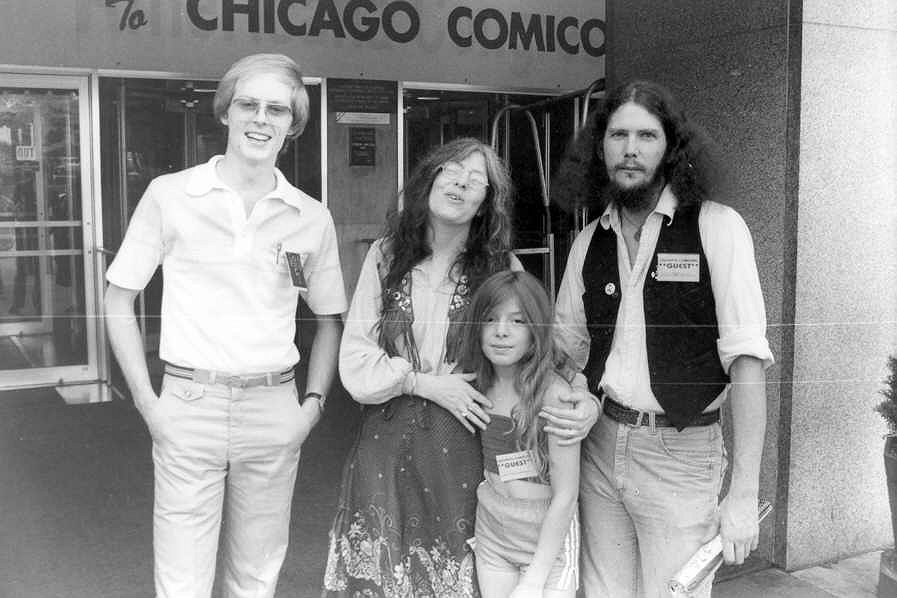
Yronwode au Comic-Con 1977.

Lorsque le comic book Dr Strange est relancé, Yronwood s'intéresse à nouveau à la bande dessinée. En 1977, elle envoie une lettre publiée dans le courrier des lecteurs du no 25, ce qui lui permet d'engager une correspondance avec de nombreux autres fans de la série. Cette lettre lui vaut également d'obtenir des travaux de rédaction pour divers titres de presse, comme The Comics Journal ou The Buyer's Guide to Comics Fandom. Elle auto-édite plusieurs ouvrages consacrés à la bande dessinée.
En 1979, The Comics Journal l'envoie à New York interviewer Will Eisner ; elle décide alors de se consacrer uniquement à la bande dessinée. En 1980, elle succède à Murray Bishoff (en) à la rubrique « Actualités » du Buyer's Guide, qu'elle renomme « Fit to Print ». Ses opinions tranchées et sa tendance à l'analyse ésotériques lui valent rapidement un lectorat fidèle. À cette époque, Yronwode travaille également pour Kitchen Sink, chez qui elle publie deux ouvrages consacrés à Will Eisner en 1981 et 1982.

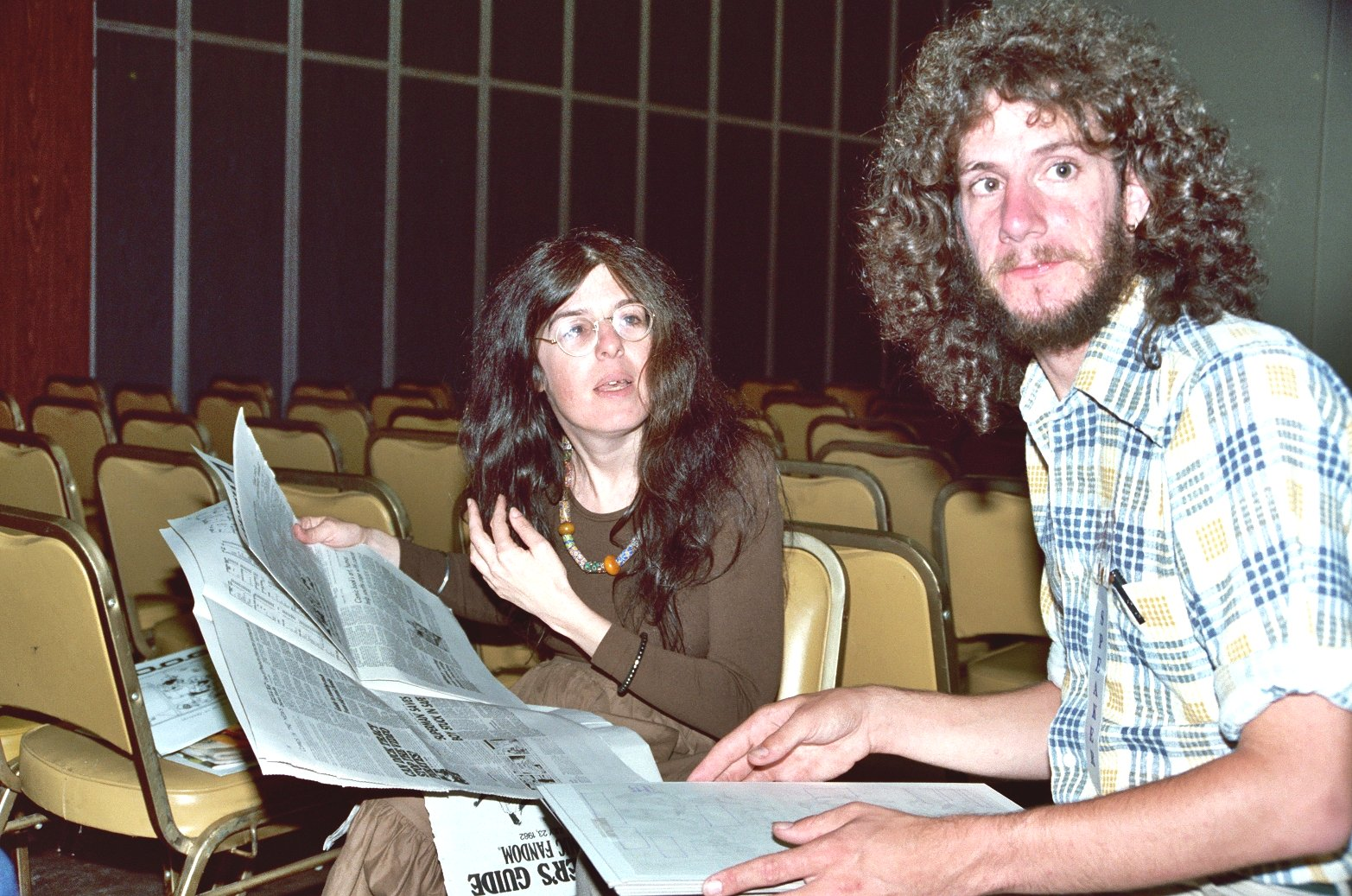
Yronwode et Mullaney en 1982.

En 1982, Yronwode entame une relation avec Dean Mullaney (en), fondateur d'Eclipse Comics. L'année suivante elle le persuade de s'installer avec elle à Guerneville et devient éditrice-en-chef de la maison d'édition, participant à son important développement au milieu des années 1980, notamment dans les cartes à échanger. Yronwode s'occupe aussi bien de suivre l'évolution des titres que de retravailler les planches. Elle écrit également avec Trina Robbins le premier ouvrage consacré aux femmes dans la bande dessinée américaine, publié en 1985 sous le titre Women and the Comics. Bien que diriger une maison d'édition entre en conflit avec ses idéaux socialistes, elle fait en sorte que les profits soient réinvestis dans l'entreprise où l'amélioration technique des ouvrages publiés. En 1986, la moitié des stocks d'Eclipse sont détruits lors d'une inondation soudaine qui touche Guerneville ; l'année suivante, le couple se marie et s'installe à Forestville,.
À l'été 1993, Mullaney quitte Yronwode dans un contexte de difficultés financières pour Eclipse Comics qui est placée en faillite fin 1994. Yronwode rejoint alors Claypool Comics, qui vient d'être créé, et y travaille jusqu'à la cessation des activités en 2007.

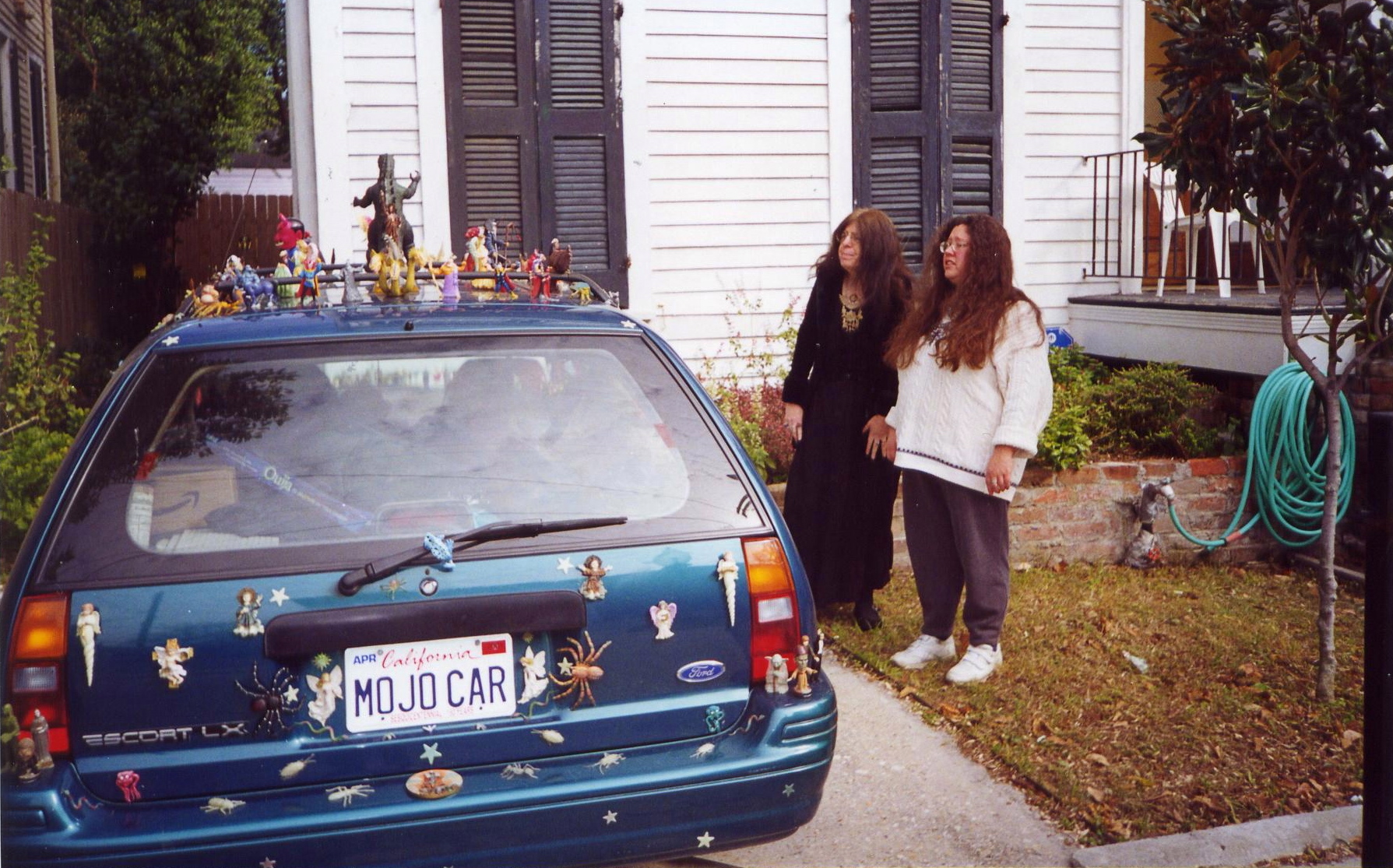
Yronwode et sa « Mojo Car » en 2001.

Dans les années 1990, Yronwode travaille également pour la presse de jardinage, vend les stocks d'Eclipse sur le site The Comics Warehouse jusqu'à leur épuisement en 2002, et ouvre avec Nagasiva une boutique de produits spirituels et magiques, Lucky Mojo. En 2006, ils fondent la Missionary Independent Spiritual Church (Église spirituelle missionnaire indépendante), qui se décrit comme l'une des « plus petits églises au monde ». Dans les années 2010, elle se consacre à ses activités liées à l'occultisme et la spiritualité, publiant plusieurs ouvrages à ce sujet.

## Distinctions
- 1983 : Prix Inkpot, pour son rôle dans la bande dessinée américaine[7]

## Publications
- (en) My Lady's Closet Opened and the Secret of Baking Revealed (avec Liselotte Erlanger Glozer), Glozer's Booksellers, 1969 (OCLC 38893911). Faux ouvrage de cuisine médiéval co-écrit avec sa mère.
- (en) An Index to Ritual Power-Objects in Dr. Strange's Reality, C. Yronwode, coll. « Return from Reality » (no 1), 1978 (OCLC 19576794).
- (en) Shade, the Changing Man : An Index, C. Yronwode, coll. « Return from Reality » (no 2), 1979 (OCLC 5266143).
- (en) Arcade, the Comics Revue, C. Yronwode, coll. « Return from Reality » (no 4), 1979 (OCLC 5906276).
- (en) The Spirit Checklist (4 vol.), C. Yronwode, coll. « Return from Reality » (no 5-7 et 9), 1979-1981 (OCLC 20282804).
- (en) Little Orphan Annie Reprint Guide and Steve Ditko Checklist, C. Yronwode, coll. « Return from Reality » (no 8), 1980 (OCLC 19577546).
- (en) Will Eisner Color Treasury (avec Will Eisner), Kitchen Sink Press, 1981, 109 p. (ISBN 0-87816-006-X).
- (en) The Art of Will Eisner, Kitchen Sink Press, 1982 (ISBN 0-87816-004-3).
  - La Bande dessinée selon Will Eisner (trad. Pierre Charras), Futuropolis, coll. « La Bande dessinée selon... », 1983 (BNF 34749511).
- (en) Women and the Comics (avec Trina Robbins), Eclipse Books, 1985 (ISBN 0-913035-01-7).
- (en) The Outer Space Spirit : 1952 (avec Will Eisner, Wally Wood, et Pete Hamill), Kitchen Sink Press, 1989 (ISBN 0-87816-012-4).
- (en) The California Gardener's Book of Lists' (avec Eileen Smith), Taylor Publishing, 1998, 202 p. (ISBN 0-87833-964-7).
- (en) Hoodoo Herb and Root Magic : A Materia Magica of African-American Conjure, Lucky Mojo, 2002, 224 p. (ISBN 0-9719612-0-4).
- (en) Hoodoo Rootwork Correspondence Course : A One-Year Series of Weekly Lessons in African-American Conjure, Lucky Mojo, 2006, 448 p. (ISBN 0-9719612-2-0).
- (en) Throwing the Bones : Foretelling the Future With Bones, Shells, and Nuts, Lucky Mojo, 2012, 96 p. (ISBN 978-0-9719612-3-4).
- (en) The Art of Hoodoo Candle Magic : In Rootwork, Conjure, and Spiritual Church Services (avec Mikhail Strabo), Missionary Independent Spiritual Church, 2013, 96 p. (ISBN 978-0-9836483-6-9 et 0-9836483-6-0).
- (en) The Black Folder : Personal Communications on the Mastery of Hoodoo (dir.), Missionary Independent Spiritual Church, 2013, 136 p. (ISBN 978-0-9836483-7-6).
- (en) Paper in My Shoe : Name Papers, Petition Papers, and Prayer Papers in the Hoodoo Rootwork Tradition, Lucky Mojo, 2015, 96 p. (ISBN 978-0-9961471-0-1).
- (en) Lewis de Claremont (en) (éd.), Legends of Incense, Herb, and Oil Magic : Esoteric Students' Handbook of Legendary Formulas and Facts, Lucky Mojo, 2016, 96 p. (ISBN 978-0-9961471-1-8).
- (en) Sunrae Products Co. (éd.), This Amazing Book - Hoodoo Herb and Root Medicine : Opens the Door to Better Health, Lucky Mojo, 2017, 96 p. (ISBN 978-0-9961471-6-3).
- (en) The Art of Making Mojos : How to Craft Conjure Hands, Trick Bags, Tobies, Gree-Grees, Jomos, Jacks, and Nation Sacks, Lucky Mojo, 2018, 96 p. (ISBN 978-0-9997809-0-9).